# Pedro Talésio
Pedro Talésio (ou Pedro Thalesio) (c. 1563 – c. 1629) foi um compositor e teórico musical de origem espanhola que trabalhou em Portugal como mestre de capela e professor catedrático de música.

## Biografia

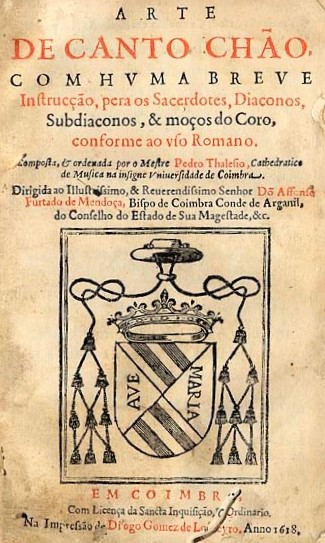
"Arte de Canto Chão" (1618)

Pedro Talésio nasceu em Espanha por volta do ano de 1563. Trabalhou em Granada como mestre de capela da catedral.
Foi trabalhar para Portugal onde por volta de 1593 obteve emprego novamente como mestre de capela, desta vez do Hospital Real de Todos os Santos, cargo que manteve até 1599 ou 1600. Foi selecionado como mestre de capela da Sé da Guarda pelo então Bispo da Guarda D. Afonso Furtado de Mendonça (entre 1609 e 1616) que se tornou o seu protetor e patrono. Em 19 de janeiro de 1613 foi nomeado por provisão régia lente (professor catedrático) de Música na Universidade de Coimbra. Alguns anos depois voltou a encontrar favores de D. Afonso Furtado de Mendonça quando este se tornou Bispo de Coimbra.
Em 22 de novembro de 1617 terminou um livro de instrução em cantochão que viria a publicar no ano seguinte, dedicado ao seu bispo-patrono intitulado Arte de Canto Chão. Sobre a mestria musical que demonstra nesse tratado, Joaquim de Vasconcelos refere que "mostra estar ao facto de tudo o que se sabia no seu tempo, citando e aproveitando o que se tinha escrito até então, de melhor, em Portugal e no estrangeiro". Escreveu outros trabalhos que não conseguiu publicar e que não chegaram à atualidade.
Morreu por volta de 1629.

## Publicações
- 1618 - Arte de Canto Chão (Coimbra: Diogo Gomes de Loureiro).
- 1618 - In Laudem et Honorem Conceptionis Immaculatae Virginis Deiparae (Coimbra: Diogo Gomes de Loureiro).